# 理想印刷

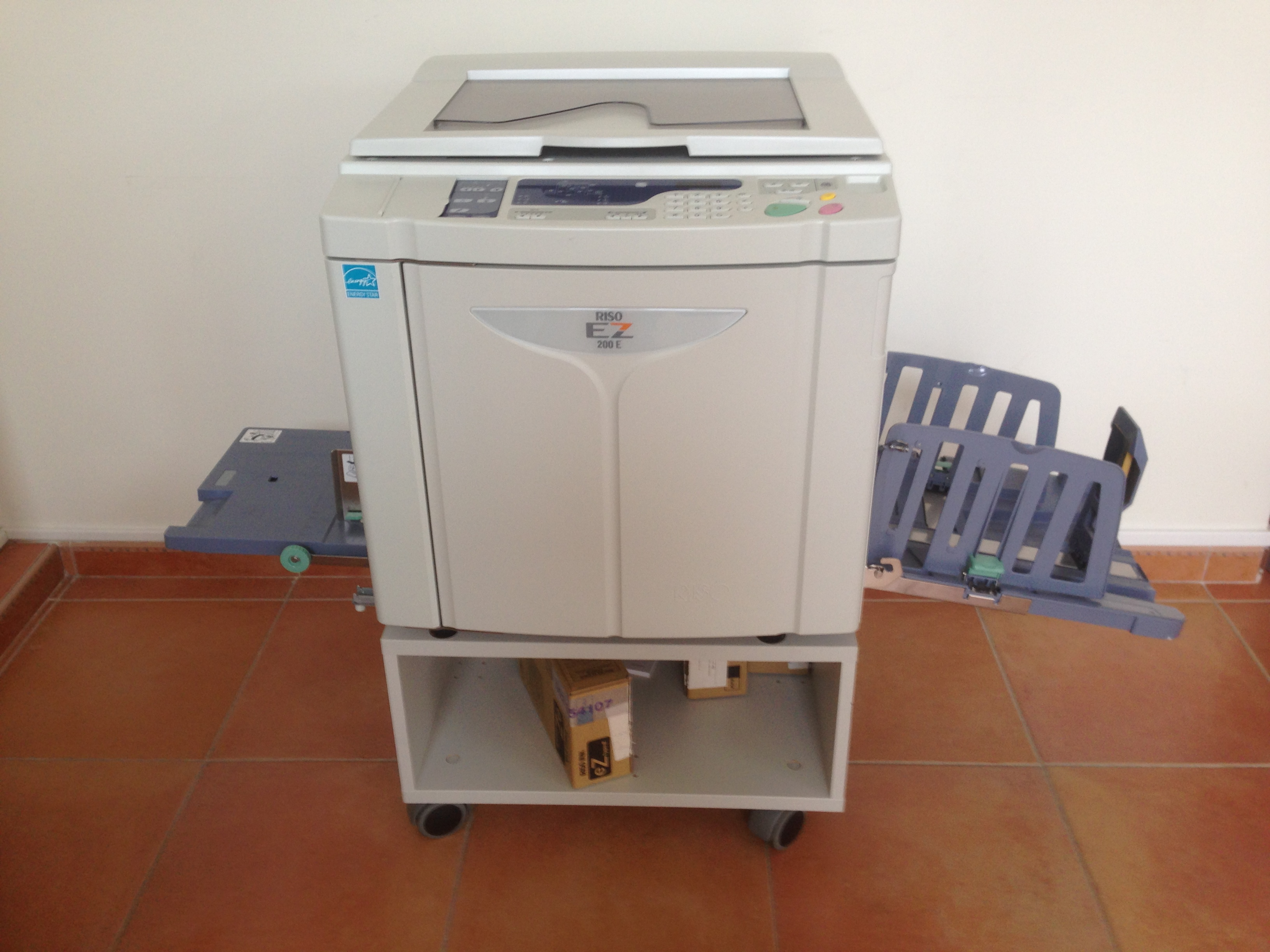
Riso EZ200机型

理想印刷（Risograph, Riso）是由理想科学工业制造的数码复印机品牌。该机型主要用于大容量复印和打印，于1980年在日本上市。它有时被称为打印-复印机（printer-duplicator），因为较新的型号既可以作为网络打印机，也可作为独立的传统复印机（duplicator）使用。在打印或复印同一内容的多份副本（一般在100份以上）时，理想印刷的每页成本通常远低于常规复印机、激光打印机或喷墨打印机。

## 印刷流程

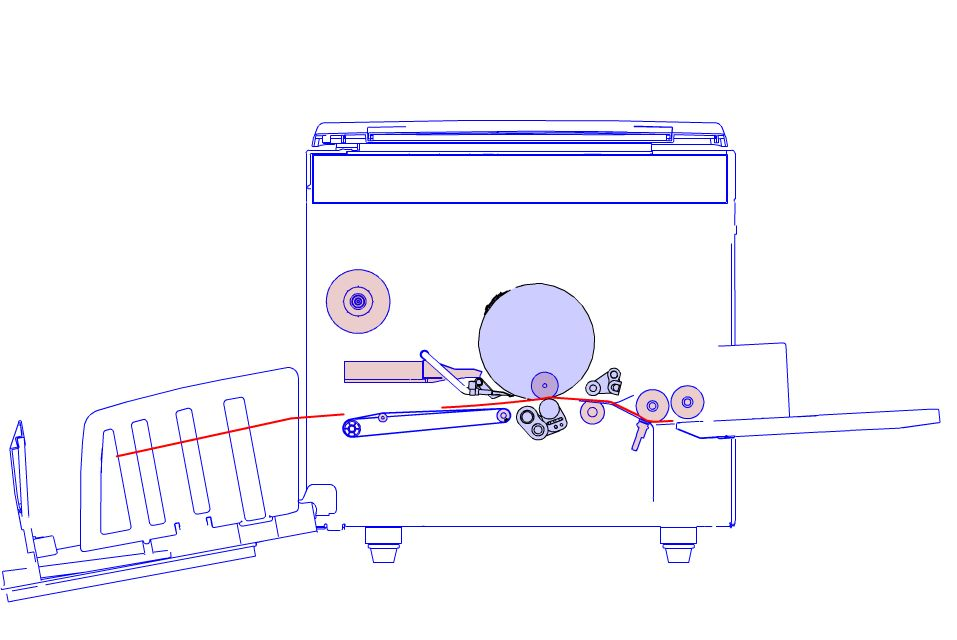
理想印刷机内部运作机制和纸张路线示意图

理想印刷所基于的技术与油印机非常相似。通过使用理想印刷Gocco和Gestetner等系统，它统合了数个从前需手动完成的工序。与标准复印机相比，这种简单的技术具有很高的可靠性，并且在复印件数超过 100 份时可以同时实现非常高的速度（通常为每分钟 150 页）和非常低的平均成本。理想印刷机在理想寿命内可以产出10万份母版和500万份副本。
理想印刷机使用由植物大豆油制成的大豆油墨。这种基于大豆的油墨介质的一个缺点是，为了使油墨在干燥后能粘附到纸料上，所有的纸料都必须是未经涂覆的。因为印刷过程和胶印一样使用实际的墨水，而且不像复印机或激光打印机那样需要通过加热进行定影，理想印刷机的输出可以与胶印材料同等对待。这意味着进行过理想印刷的纸张可以接着送入激光打印机，反之亦然。
理想印刷机通常使用可替换的彩色墨水和墨鼓，因此可以在单次打印作业中使用多种颜色或专色（spot color）。Riso MZ系列型号有两个墨鼓，可以一次打印两种颜色。

## 如何打印
将原稿送入机器后，理想印刷机会用热敏头在底板上打出许多微孔，从而制作一份母版。印刷机随后将该母版卷在墨鼓上，并将墨水压入母版上的空隙。纸张在机器中平铺移动，同时墨鼓高速旋转，在纸张上印出各个图像。
除此之外，亦可以通过USB向打印机发送文档，或使用玻璃面板扫描仪进行扫描。

## 生产
用于制作母版的关键组件热敏头由东芝制造。Ricoh、Gestetner、Rex Rotary、Nashuatec和Duplo等公司亦有生产与理想印刷机类似的机器。Gestetner、Rex Rotary和Nashuatec现已被纳入Ricoh公司旗下。

## 用途
对于学校、俱乐部、教堂、大学、政治活动机构和其他有短期印刷需求的场所，理想印刷填补了标准复印机（在印刷量不到100份时更划算）和胶印机（在一万份以上时更划算）之间的空缺。